# Кунмадараш
Кунмадараш (угор. Kunmadaras) — село в Яш-Надькун-Сольноку, Угорщина.

## Історія
Перші письмові записи про існування цього села датуються 1393 роком. Згідно з ним король Сигізмунд Люксембурзький віддав цю територію у володіння Дьордя (Георгія) Мадараса, звідки походить і назва населеного пункту. Під час османської окупації село було зруйноване.
У XVIII—XIX століттях кількість населення знову почала збільшуватися, будувалися нові будинки, будівлі. У 1811 р. це село стало як ринкове містечко.
У 1944 р. німецька армія Третього Рейху збудувала на краю села військовий аеродром. Під час вторгнення СРСР до Угорщини в 1944 р. аеродром захопили радянські ВПС.

## Єврейський погром
У 1946 р. стався погром у Кунмадараші, спровокований чутками, що «євреї виготовляли ковбаси з дітей». Двох євреїв було вбито та п'ятнадцять поранено.

## Військова роль у соціалістичний період
У 1956—1991 роки в цьому селі знаходилися війська радянської армії. Згідно з книгою Каролі Вандора, цей аеродром був одним із військових об'єктів, в яких зберігалася ядерна зброя під час Холодної війни. Радянський 328-й незалежний розвідувальний авіаційний полк Південної групи сил, дислокувався на Кунмадараші до 1990—1991 рр., після чого був виведений назад в Одеську область і розформований.

## Населення
У 2001 році жителі села заявили про себе як 95 % угорців та 5 % ромів.